# Каргополь (пинк)
«Каргополь» — парусный пинк Балтийского флота Российской империи, участник Семилетней войны. Большую часть времени в составе флота пинк использовался в качестве грузового и пассажирского судна, во время войны также участвовал в крейсерских плаваниях для охраны российских транспортных судов в Балтийском море.

## Описание корабля
Один из двух парусных пинков типа «Вологда», строившихся в 1748—1750 годах на Соломбальской верфи (около Архангельска). Длина корабля по сведениям из различных источников составляла 34,75—34,8 м, ширина — 8,5—8,53 м, глубина интрюма — 3,89—3,9 м. Вооружение судна составляли 22 орудия.

## История службы
Пинк «Каргополь» был заложен на Соломбальской верфи 18 (29) сентября 1749 года и после спуска на воду18 (29) апреля 1750 года вошёл в состав Балтийского флота России. Сведений о кораблестроителе, построившем судно, и авторе корабельного чертежа не сохранилось.
С июня по август 1752 года пинк совершил переход из Архангельска в Кронштадт, доставив туда попутно груз леса. 30 сентября (11 октября) того же года вышел из Кронштадта в Ревель, однако был вынужден вернуться из-за сильных противных ветров. В течение кампании следующего 1753 года использовался для грузовых перевозок между Кронштадтом и Ревелем. В 1754 году доставил материалы для строящихся судов из Кронштадта в Архангельск, а в 1755 году вернулся в Кронштадт.
Принимал участие в Семилетней войне 1756—1763 годов. В 1756 году вновь ушёл из Кронштадта в Архангельск с материалами для строящихся судов на борту, а в 1757 году совершил обратный переход. В кампанию 1759 года с целью охраны транспортных судов Балтийского флота совершал крейсерские плавания между мысом Дагерорт и Пиллау. В кампанию 1760 года состоял на грузовых перевозках между Кронштадтом и Ревелем. В кампанию 1762 года принимал участие в перевозке российских войск и артиллерии из Кольберга и Пиллау в Кронштадт.
В 1764 году пинк подвергся тимберовке в Кронштадте. В мае и июне 1766 года принимал участие в доставке из Любека в Кронштадт немцев-колонистов. В кампании с 1767 по 1772 год использовался для грузовых перевозок между портами Финского залива, в том числе в 1770 году перевозил провизию, лес и другие материалы из Кронштадта в Ревель.
По окончании службы в 1774 году пинк «Каргополь» был разобран.

## Командиры корабля
Командирами пинка «Каргополь» в разное время служили:
- лейтенант А. Ярославов (до августа 1752 года)[комм. 5][11];
- унтер-лейтенант В. Крылов (с августа 1752 года)[12];
- штурман унтер-офицерского ранга С. Никифоров (1753 год)[13];
- унтер-лейтенант В. Хвостов (1754—1755 годы)[14];
- унтер-лейтенант В. Мертвицкий (1756—1757 годы)[8];
- Богомолов (1760 год)[комм. 6];
- унтер-лейтенант Е. Воробьев (1762 год)[15];
- лейтенант А. Давыдов (1766 год)[16];
- лейтенант М. Марков (1767 год)[17];
- лейтенант Т. Апрелев (1770 год)[9].

### Комментарии
1. ↑  Второй пинк носил имя «Вологда».
2. ↑  114 футов.
3. ↑  28 футов.
4. ↑  12 футов 9 дюймов.
5. ↑  Или Ярославцев.
6. ↑  Сведения об имени и звании командира не сохранились.